# Wappen Guadeloupes

Wappen Guadeloupes

Das inoffizielle Wappen Guadeloupes, eines  französischen Übersee-Départements, zeigt im schwarzen Schild   eine goldene gesichtslose  Sonne  auf einem nach schrägrechts liegenden grünen Zuckerrohrwedel unter einem blauen Schildhaupt mit drei goldenen Lilien. Es ist abgeleitet vom Wappen der größten Stadt Guadeloupes, Pointe-à-Pitre, auch die Hauptstadt Basse-Terre hat ein ähnliches Wappen.
Ein offizielles eigenes Wappen für Guadeloupe existiert nicht. Es gibt aber offizielle Logos für den Regionalrat und den Départementrat.